# Ain't No Love in the Heart of the City
Ain't No Love in the Heart of the City è un singolo pubblicato dal gruppo musicale britannico Whitesnake nel 1980. Il brano, originariamente registrato in studio nel 1978 per l'EP Snakebite, è proposto in una versione dal vivo registrata nel loro disco dal vivo Live...In the Heart of the City nel 1980. Il lato B contiene una versione dal vivo di Take Me with You.
Il brano è un pezzo R&B scritto nel 1974 da Michael Price e Dan Walsh, e registrato originariamente da Bobby "Blue" Bland per l'album Dreamer (ABC Dunhill). Di successo moderato alla prima pubblicazione, il brano è stato successivamente riproposto in numerose cover.

## Tracce
Vinile 7"
1. Ain't No Love in the Heart of the City – 4:03 (Michael Price, Dan Walsh)
2. Take Me with You – 6:34 (David Coverdale, Micky Moody)

Vinile 12"
1. Ain't No Love in the Heart of the City (registrata nuovamente) – 7:27 (Price, Walsh)
2. Take Me with You – 6:34 (Coverdale, Moody)

## Formazione
- David Coverdale – voce
- Micky Moody – chitarre
- Bernie Marsden – chitarre
- Neil Murray – basso
- Jon Lord – tastiere
- Ian Paice – batteria